# Ashtabula megye
Ashtabula megye az Amerikai Egyesült Államokban, azon belül Ohio államban található. Megyeszékhelye Jefferson, legnagyobb városa Ashtabula. Lakosainak száma 97 574 fő (2020. április 1.). Ashtabula megye Erie, Crawford, Trumbull, Geauga és Lake megyékkel határos.

## Népesség
A megye népességének változása:
| Lakosok száma | 101 416 | 101 064 | 100 298 | 99 811 | 98 632 | 97 574 |
|               | 2010    | 2011    | 2012    | 2013   | 2015   | 2020   |